# 신동주 (기업인)
신동주(辛東主, 일본명: 重光 宏之 시게미쓰 히로유키[*], 1954년 1월 28일~)는 대한민국의 국적을 가진 기업인이다. 전(前) 일본 롯데홀딩스의 부회장이며 일본 롯데상사의 대표이사 사장을 지냈다.

## 학력
- 1976년 아오야마 가쿠인 대학 경영학 학사
- 1979년 아오야마 가쿠인대학 대학원 경영공학 석사

## 경력
- 1990년: 롯데(일본) 이사
- 1990년: 롯데(일본) 부사장
- 1990년: 롯데알미늄(대한민국) 이사
- 롯데쇼핑(대한민국) 이사
- 2003년: 롯데칠성음료(대한민국) 해외담당 이사
- 롯데홀딩스(일본) 부회장
- 롯데칠성음료(대한민국) 이사
- 롯데제과(대한민국) 부사장
- 2011년 롯데상사(일본) 대표이사 사장 겸 부회장
- 2015년~현재: SDJ코퍼레이션(대한민국) 회장
- 2015년~현재: 광윤사(일본) 대표이사

## 가족 관계
- 아버지: 신격호(1921~2020)
- 어머니: 시게미쓰 하쓰코(1927~)
- 이복 누나: 신영자(1942~)
- 남동생: 신동빈(1955~)
- 이복 여동생: 신유미(1983~)
- 배우자: 조은주(1963~)
  - 슬하 1남 1녀
  - 장남: 신정훈
- 숙부: 신철호(1923~1999)
- 고모: 신소하(?~2005)
- 숙부: 신춘호(1932~2021)
- 숙부: 신선호(1935~)
- 숙부: 신준호(1941~)
- 고모: 신정희(1946~)